# 安德鲁·霍斯金斯
安德鲁·霍斯金斯（英語：Andrew Hoskins，1975年12月20日—），加拿大男子赛艇运动员。他曾代表加拿大参加1999年泛美运动会赛艇比赛，获得一枚铜牌。他也参加了2004年夏季奥运会。